# Leona Helmsley

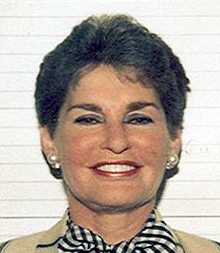
Leona Helmsley

Leona Helmsley (* 4. Juli 1920 in Marbletown, Ulster County, N.Y. als Leona Mindy Rosenthal; † 20. August 2007 in Greenwich, Connecticut, Vereinigte Staaten) war Ehefrau des Immobilienkönigs und Milliardärs Harry Helmsley († 1997) und durch ihn seit 1980 Präsidentin der Helmsley Hotels, die mehr als zwei Dutzend Hotels in zehn Bundesstaaten betrieb. Im Volksmund galt ihr der Spitzname „Geizkönigin“ und wegen ihrer Äußerungen wie „Nur kleine Leute zahlen Steuern“ wurde sie auch „The Queen of Mean“ (dt. „Die Königin der Gemeinheiten“) genannt.

## Leben
Helmsley wuchs als Tochter polnischstämmiger Immigranten in Brooklyn auf. Ihr Vater war Hutmacher.
Helmsleys erster Ehemann war der Anwalt Leo Panzirer, von dem sie sich 1959 scheiden ließ. Sie war danach zweimal verheiratet und geschieden von Joseph Lubin. Ihr dritter Ehemann war seit 1972 der Immobilienmagnat Harry Helmsley, damals 63-jährig und einer der reichsten Männer in den Vereinigten Staaten. Im Jahr 1980 machte er sie zur Präsidentin der Helmsley Hotels. Die beiden galten als glückliches Paar, das auch Jahre nach der Eheschließung noch sehr verliebt war. So ließ er am 4. Juli 1976 das Empire State Building zum Geburtstag seiner Frau, der zugleich der in jenem Jahr als zweihundertster Jahrestag der Unabhängigkeitserklärung der Vereinigten Staaten besonders begangene US-Nationalfeiertag war, in den Nationalfarben Rot, Weiß und Blau erstrahlen. Nachdem Harry Helmsley 1997 gestorben war, ließ sie eine Woche lang jeden Abend mit dem Sonnenuntergang die Beleuchtung des Gebäudes abschalten.
Leona Helmsley hatte in den späten 1980er-Jahren Steuern hinterzogen und musste deshalb von 1992 bis 1993 ins Gefängnis.

## Tod
Helmsley starb im Alter von 87 Jahren an Herzversagen auf ihrer Sommerresidenz in Greenwich. Ihrem Malteserhund Trouble (dt. Ärger) hinterließ sie zwölf Millionen Dollar ihres Erbes. Der Hund soll im Familienmausoleum an der Seite Helmsleys beigesetzt werden. Ihren eigenen Sohn hatte sie überlebt. Von dessen vier Kindern vermachte sie zweien unter der Bedingung, dass sie das Grab ihres Vaters einmal pro Jahr besuchen, fünf Millionen Dollar. Die anderen beiden Enkel bekamen „aus Gründen, die ihnen bekannt sind“, nichts.
Im Nachhinein erstritten die beiden leer Ausgegangenen aber einen Teil von Troubles Vermögen, Craig Panzirer (* 1967) und Meegan Panzirer Wesolko (* 1970) gingen juristisch gegen diese letzten Verfügungen vor, mit dem Argument, ihre Großmutter sei nicht im vollen Besitz ihrer geistigen Kräfte gewesen, als sie das Testament aufsetzte. Die Enkel Panzirer und Wesolko erhielten nun jeweils vier bzw. zwei Millionen Dollar. Auch die Trouble zugesprochene Summe wurde drastisch verringert, statt zwölf Millionen erhielt der Hund zwei Millionen Dollar. Der größte Teil ihres Vermögens – auf über fünf Milliarden Dollar geschätzt – floss dem Helmsley-Wohltätigkeitsfonds zu, der sich auch um Hunde kümmert.

## Fernsehfilm
1990 entstand unter der Regie von Richard Michaels der Fernsehfilm Die Dollar-Queen (Originaltitel: Leona Helmsley: The Queen of Mean) in dem Suzanne Pleshette die Titelrolle übernahm.

## Belege
1. ↑  Society-Königin vererbt Millionen an Schoßhund Rp Online
2. ↑  Hund erbt zwölf Millionen - Enkel gehen leer aus Spiegel Online, 29. August 2007

| Personendaten    | Personendaten                        |
| ---------------- | ------------------------------------ |
| NAME             | Helmsley, Leona                      |
| ALTERNATIVNAMEN  | Rosenthal, Leona Mindy (Geburtsname) |
| KURZBESCHREIBUNG | US-amerikanische Hotelbesitzerin     |
| GEBURTSDATUM     | 4. Juli 1920                         |
| GEBURTSORT       | Marbletown, Ulster County, New York  |
| STERBEDATUM      | 20. August 2007                      |
| STERBEORT        | Greenwich, Connecticut               |